# Falsamblesthis pilula
Falsamblesthis pilula är en skalbaggsart som beskrevs av Maria Helena M. Galileo och Martins 1987. Falsamblesthis pilula ingår i släktet Falsamblesthis och familjen långhorningar. Inga underarter finns listade i Catalogue of Life.